# Bucculatrix leptalea
Bucculatrix leptalea är en fjärilsart som beskrevs av Braun 1963. Bucculatrix leptalea ingår i släktet Bucculatrix och familjen kronmalar. Inga underarter finns listade i Catalogue of Life.